# Atlant
En atlant (opkaldt efter titanen Atlas, der i den græske mytologi dømmes til at bære himmelen på sine skuldre) er en mandsfigur, der fungerer som søjle eller som søjlelignende udsmykning i et bygningsværk.
Atlanten kan have en egentlig bærende søjlefunktion eller blot fungere som pynt på en udsmykningssøjle, en såkaldt pilaster. Nogle gange fremstilles figuren kraftfuld og muskuløs og med et udtryk af voldsom kraftanstrengelse ved sin byrde, andre gange udtrykker atlanten en uberørt ro.
Den latinske pendant til den græske atlant er en telamon, som også er opkaldt efter en figur fra mytologien, kongesønnen Telamon.
En tilsvarende kvindefigur kaldes en karyatide.

## Galleri
- Atlant i Pompei
- Atlant i byen Bergamo i Italien
- Frygtsom atlant i Rosheim
- Atlant i Stuttgart
- Atlant i Nørre Søgade